# Dr. med. Marcus Welby
Dr. med. Marcus Welby ist eine US-amerikanische Arztserie, die vom 23. September 1969 bis 29. Juli 1976 auf ABC ausgestrahlt wurde. Die Fernsehserie wurde von David Victor entwickelt und von ihm zusammen mit David J. O’Connell produziert.

## Inhalt
Marcus Welby ist ein erfahrener und einfühlsamer Hausarzt, der viele seiner Patienten mit dem Vornamen kennt und auch Hausbesuche macht. Der Arzt hatte in der US Navy während des Zweiten Weltkriegs gedient und ist Witwer. Er besitzt ein Segelboot und liebt den Ozean.
Er teilt sich die Privatpraxis in Santa Monica mit seinem jüngeren Kollegen Dr. med. Steve Kiley. Unterstützt werden beide von der freundschaftlich verbundenen Arzthelferin Consuelo Lopez. Die Ärzte arbeiten regelmäßig mit dem nahe gelegenen „Lang Memorial Hospital“ zusammen.
Welbys manchmal unorthodoxe Wege seine Patienten zu behandeln stehen im Gegensatz zu den klassischen schulmedizinischen Standpunkten seines Kollegen Kiley. So kommt es in den Handlungssträngen oft zu fachlichen Konflikten zwischen den beiden und auch der Altersunterschied spiegelt sich oft in der Handlung wider. Bereits im Vorspann der Fernsehserie wird der Generationenunterschied zwischen den Ärzten dargestellt: Welby fährt einen Sedan, Kiley hingegen Motorrad.
Andere wiederkehrende Charaktere der Serie sind Welbys Freundin Myra Sherwood (Anne Baxter), seine Tochter Sandy (anfangs Christine Belford, später Anne Schedeen) und deren Sohn Phil (Gavin Brendan) sowie Kathleen Faverty (Sharon Gless), die eng mit Welby und Kiley zusammenarbeitet.
Zu Beginn der finalen Staffel im Jahr 1975 heiratet Kiley seine Freundin Janet Blake (gespielt von Pamela Hensley), die als Leiterin für Öffentlichkeitsarbeit arbeitet.

## Hintergrund
Mitglieder der American Academy of Family Physicians dienten als technische Berater der Serie und überprüften jedes Drehbuch auf medizinische Korrektheit.
Bereits im zweiten Jahr der Ausstrahlung der Serie gewannen sowohl Young als auch Brolin einen Emmy in der Kategorie „Outstanding Dramatic Series“. Die Serie war mehrfach für den Golden Globe Award nominiert; 1972 gewann Young schließlich einen Golden Globe für seine Darstellung des Dr. Welby. Bei den Außenaufnahmen des „Lang Memorial Hospital“ handelte es sich tatsächlich um das Saint John’s Hospital and Health Center in Santa Monica.
Neben Gastauftritten bekannter Stars der damaligen Zeit wie David Cassidy, Larry Hagman, Lee Majors oder William Shatner gab es während der Laufzeit der Fernsehserie zwei Crossover-Folgen mit Owen Marshall – Strafverteidiger. In Tödliche Liebe (engl. Men Who Care) verteidigt Marshall den Vater eines Patienten, als dieser wegen Mordes an dem Freund seiner Tochter angeklagt wird, und in Ich habe dir einen Vater versprochen (engl. I've Promised You a Father) verteidigt Marshall Kiley im Rahmen einer Vaterschaftsklage, als eine Krankenschwester behauptet, Kiley sei der Vater ihres Kindes.
In der am 12. März 1974 ausgestrahlten Folge Liebe auf den ersten Blick (engl. Designs) spielt Young an der Seite seiner ehemaligen Schauspielkollegin Jane Wyatt aus der Fernsehserie Father Knows Best; Wyatt spielt in der Folge eine Modeschöpferin, die einen verbitterten querschnittsgelähmten Ehemann hat und sich in Welby verliebt, aber die ihre Ehe vor Welby verheimlicht.
Die Fernsehserie ist ein frühes Beispiel von Produktplatzierung im Fernsehen. So konsumierte Welby viele Flaschen hochprozentigen Malzlikörs einer bestimmten Marke unter Deck seines Segelbootes und ließ sich so zu neuartigen Behandlungsmethoden inspirieren.
Mitte der 1970er Jahre nahm die Popularität von Arztserien in den Vereinigten Staaten ab und die Einschaltquoten für Dr. med. Marcus Welby, für Medical Center von CBS, als auch die von Tagesformaten wie General Hospital und The Doctors sanken.
Im Herbst 1975 wurde mit der Zweitverwertung der Serie (engl. Broadcast Syndication) begonnen und andere Sender begannen mit der Ausstrahlung älterer Folgen. Um Verwechslungen zu vermeiden, wurden diese unter dem Titel Robert Young, Family Doctor veröffentlicht, da es auf ABC zu dieser Zeit noch zur Erstausstrahlung (engl. first-run) neuer Folgen kam.
Die Fernsehserie wurde 1976 nach gut sechs Jahren und insgesamt 169 Folgen in sieben Staffeln eingestellt.

## Besetzung und Synchronisation
Die zweite Synchronisation entstand bei Hermes Synchron in Berlin unter der Dialogregie von Christoph Seeger und Helmut Müller-Lankow.
| Darsteller                        | Rolle                    | Synchronsprecher  | Synchronsprecher     |
| Darsteller                        | Rolle                    | Erstsynchro       | Synchro 1992         |
| --------------------------------- | ------------------------ | ----------------- | -------------------- |
| Robert Young                      | Dr. med. Marcus Welby    | Heinz Engelmann   | Helmut Müller-Lankow |
| James Brolin                      | Dr. med. Steve Kiley     | Michael Chevalier | Leon Boden           |
| Elena Verdugo                     | Consuelo Lopez           | Renate Danz       | Roswitha Hirsch      |
| Anne Baxter                       | Myra Sherwood            | Dagmar Altrichter |                      |
| Sharon Gless                      | Kathleen Faverty         |                   |                      |
| Pamela Hensley                    | Janet Blake              |                   |                      |
| Christine Belford / Anne Schedeen | Welbys Tochter Sandy     |                   |                      |
| Gavin Brendan                     | Welbys Enkel Phil Porter |                   |                      |

In Chefarzt Dr. Welby (1984) wurde Dr. Welby von Niels Clausnitzer gesprochen, in der 1993 entstandenen Synchronisation von Paris ist eine Reise wert (1988) spricht ihn Eric Vaessen.

## Kontroversen
Die Fernsehserie löste mehrfach Kontroversen und Proteste aus.
Die am 20. Februar 1973 ausgestrahlte Folge Kindheitsmuster (engl. The Other Martin Loring) erzählt die Geschichte von Martin Loring, einem verheirateten Mann mittleren Alters, der mutmaßlich Gesundheitsprobleme psychosomatischer Natur hat, die auf seine unterdrückte Homosexualität zurückzuführen sind. Welby äußert Loring gegenüber, dass dieser nicht wirklich schwul sei, sondern seine Depressionen aus der Angst resultieren würden, tatsächlich homosexuell zu sein. Nach dem Ende seiner Scheinehe und von der Angst getrieben, das Sorgerecht für seinen Sohn zu verlieren, versucht sich Loring das Leben zu nehmen. Welby rät ihm daraufhin einen Psychiater aufzusuchen und versichert ihm, dass er „seinen Kampf gewinnen“ und eines Tages „ein normales Leben“ führen werde.
Die US-amerikanische Gay Activists Alliance (GAA) besetzte am Tag der Ausstrahlung den Hauptsitz von ABC in New York City im Rahmen eines „Zap“ (einer Form der politischen Direktaktion, die in den 1970er Jahren in den Vereinigten Staaten eingesetzt wurde) und protestierte gegen die Gleichsetzung von Homosexualität mit einer Krankheit.
Im folgenden Jahr führte die Folge Es war kein Unfall (engl. The Outrage) zu landesweiten Demonstrationen. Die am 8. Oktober 1974 ausgestrahlte Folge erzählt die Geschichte des 14-jährigen Schülers Ted Blakely, der von seinem Lehrer vergewaltigt wird. Die 1973 gegründete „National LGBTQ Task Force“ empfahl ABC die Folge nicht auszustrahlen, da sie Homosexualität mit Pädophilie in Verbindung bringen würde. Da sich ABC aber dennoch für die Ausstrahlung entschied, kam es zu Protesten von LGBT-Gruppen, sieben Werbekunden weigerten sich Fernsehwerbezeiten zu buchen und 17 Lokalsender (engl. Affiliates) verweigerten die Ausstrahlung. Es war das erste Mal in der US-Geschichte, dass sich Lokalsender eines Fernsehnetzwerks weigerten, die Folge einer Fernsehserie aufgrund von Protesten auszustrahlen.
Eine weitere Folge, die sich mit dem Thema Abtreibung beschäftigte, wurde vom ABC-Lokalsender XETV-TDT im Großraum San Diego nicht ausgestrahlt, da der Sender auch eine Sendelizenz für das benachbarte Tijuana an der mexikanischen Grenze besaß und das Thema in Konflikt mit der Sichtweise des Landes zu dieser Zeit stand.

## Staffeln und Quoten
Die Thematisierung verschiedener medizinischer Themen machte die Serie zu einem sofortigen Erfolg für ABC und in den ersten Jahren zu einem Quotenerfolg. Die Fernsehserie umfasst sieben Staffeln mit jeweils 24 Folgen, mit Ausnahme der ersten Staffel mit 26 Folgen. Die zweite Staffel (1970–1971) erreichte Rang 1 der US-amerikanischen Einschaltquoten, den Nielsen Ratings, und wurde so das erste Format in der Geschichte von ABC, das den ersten Platz der Liste belegte. 
| Staffel | Folgen | Staffelbeginn      | Staffelende    | Nielsen-Rating            |
| ------- | ------ | ------------------ | -------------- | ------------------------- |
| 1       | 26     | 23. September 1969 | 14. April 1970 | Rang 8 (Bewertung 23,7)   |
| 2       | 24     | 22. September 1970 | 30. März 1971  | Rang 1 (Bewertung 29,6)   |
| 3       | 24     | 14. September 1971 | 14. März 1972  | Rang 3 (Bewertung 27,8)   |
| 4       | 24     | 12. September 1972 | 6. März 1973   | Rang 13 (Bewertung 22,9)  |
| 5       | 24     | 11. September 1973 | 12. März 1974  | Nicht unter den ersten 30 |
| 6       | 24     | 10. September 1974 | 11. März 1975  | Nicht unter den ersten 30 |
| 7       | 24     | 9. September 1975  | 4. Mai 1976    | Nicht unter den ersten 30 |

## Fernsehfilme
Der Pilotfilm  Dr. med. Marcus Welby (engl. A Matter of Humanities) wurde am 26. März 1969 als „ABC Movie of the Week“  erstmals in den USA ausgestrahlt und am 6. Januar 1972 in Deutschland; teilweise wurde dieser auch im Rahmen von zwei Pilotfolgen verwertet.
Am 16. Mai 1984 erschien der Fernsehfilm Chefarzt Dr. Welby (engl. The Return of Marcus Welby, M.D.), in der Young und Verdugo ihre Rollen wiederaufleben ließen. Eine letzte Filmauskopplung folgte am 19. Dezember 1988 mit dem Fernsehfilm Paris ist eine Reise wert (engl. Marcus Welby, M.D.: A Holiday Affair).

## DVD-Veröffentlichungen
Shout! Factory veröffentlichte 2010, unter Lizenz von Universal Pictures Home Entertainment, die ersten beiden englischsprachigen Staffeln von Marcus Welby, M.D. auf DVD (Region 1). Der Anbieter KSK veröffentlichte ebenfalls 2010 die ersten beiden Staffeln der Serie auf DVD in deutscher Sprache (Region 2), allerdings nur unvollständig mit 15 bzw. 14 Folgen pro Staffel.
Am 22. März 2011 kam es zur Veröffentlichung einer Sammlung der zehn besten Folgen der ersten Staffel unter dem Titel Marcus Welby, M.D.: The Best of Season One durch Mill Creek Entertainment.
| Staffel | Folgen | Veröffentlichungsdatum |
| ------- | ------ | ---------------------- |
| 1       | 26     | 4. Mai 2010            |
| 2       | 24     | 12. Oktober 2010       |

## Bibliografie
- Alwood, Edward (1998). Straight News: Gays, Lesbians and the News Media. Columbia University Press. ISBN 0-231-08437-4.
- Capsuto, Steven (2000). Alternate Channels: The Uncensored Story of Gay and Lesbian Images on Radio and Television. Ballantine Books. ISBN 0-345-41243-5.
- Tropiano, Stephen (2002). The Prime Time Closet: A History of Gays and Lesbians on TV. New York, Applause Theatre and Cinema Books. ISBN 1-55783-557-8.

## Quellnachweise
1. ↑  Dr. med. Marcus Welby (1. Synchro) in der Deutschen Synchronkartei
2. ↑  Dr. med. Marcus Welby (2. Synchro (1992)) in der Deutschen Synchronkartei
3. ↑  Chefarzt Dr. Welby in der Deutschen Synchronkartei
4. ↑  Paris ist eine Reise wert in der Deutschen Synchronkartei
5. 1 2  Howard Markel, M. D.:  A Perfect Doctor, but Behind the Times In: The New York Times, 13. Juni 2011. Abgerufen am 16. Juli 2019 (englisch).
6. ↑  Capsuto, Seite 92
7. ↑  Capsuto, Seiten 106–109
8. ↑  Tropiano, Seiten 18–21
9. ↑  Alwood, Seite 150
10. ↑  John O’Connor:  Welby Tackles Child Molestation In: The New York Times, 8. Oktober 1974. Abgerufen am 16. Juli 2019 (englisch).
11. ↑  Laurie Becklund:  Broadcasters' Battle of the Border---a Lucrative Market Is at Stake, 29. Oktober 1978 (amerikanisches Englisch).
12. ↑  ClassicTVHits.com: TV Ratings > 1960's. Archiviert vom Original am 11. April 2015; abgerufen am 20. April 2015 (amerikanisches Englisch).
13. ↑  ClassicTVHits.com: TV Ratings > 1970's. Archiviert vom Original am 10. Juni 2004; abgerufen am 20. April 2015 (amerikanisches Englisch).
14. ↑  ClassicTVHits.com: TV Ratings > 1970's. Archiviert vom Original am 11. April 2015; abgerufen am 20. April 2015 (amerikanisches Englisch).
15. ↑  ClassicTVHits.com: TV Ratings > 1970's. Archiviert vom Original am 11. April 2015; abgerufen am 20. April 2015 (amerikanisches Englisch).
16. ↑  Marcus Welby, M.D. DVD news: Announcement for Marcus Welby, M.D. - Season 1. Archiviert vom Original am 24. Januar 2010; abgerufen am 23. Januar 2010 (amerikanisches Englisch). Marcus Welby, M.D. - Shout! Factory Newsletter Announces Spring DVD for Season 1
17. ↑  Marcus Welby, M.D. DVD news: Announcement for Marcus Welby, M.D. - Season 2. TVShowsOnDVD.com, archiviert vom Original am 27. April 2015; abgerufen am 20. April 2015 (amerikanisches Englisch).
18. ↑  Marcus Welby, M.D. DVD news: Announcement for Marcus Welby, M.D.: The Best of Season 1. TVShowsOnDVD.com, archiviert vom Original am 27. April 2015; abgerufen am 20. April 2015 (amerikanisches Englisch).